# 布簡瓊
布簡瓊，JP（1950年4月20日—；原姓King）前英國殖民地官員，曾任副憲制事務司和經濟司。夫前政務官布思仁（Colin Bosher，從政曾於1970年代末任西貢理民官，從商後曾任香港盲人輔導會工廠管理委員會委員）。她與陳方安生關係密切的程度曾被報章稱為「如果話有手袋黨，布簡瓊一定係秘書長」。現居大嶼山。
1972年9月7日加入港府。她曾獲港府保送到史丹福大學進修。1981年4月1日起任副憲制事務司，為首長級乙級政務官。1987年9月1日借調至衞生福利科。1992年1月1日起任經濟司，此前曾短暫署任立法局議員。1995年她被借調到香港機場管理局擔任行政總監。1996年離開港府，到機管局任職規劃及統籌總監，協調機管局內各部門，以及籌備1998年由啟德機場遷往赤鱲角新機場的過程。
期後她轉投商界。1999至2017年，她在航空及規劃發展公司Landrum & Brown擔任董事總經理（亞太區）。2016至17年，她擔任「香港國際機場2035規劃大綱」副項目經理和研究統籌及文檔方面的負責人，與持份者會面並制訂策略建議。2002至10年間，她曾幫助泰國曼谷由舊機場遷往新機場、阿拉斯加泰德·史蒂文斯安克雷奇國際機場建立新客運廊、沙地阿拉伯吉達阿卜杜拉·阿齊茲國王國際機場制訂ORAT策略計劃。
2019年6月23日，布簡瓊等前高官發起聯署致函行政長官林鄭月娥，促請立即撤回《逃犯條例》修訂建議及成立獨立調查委員會，其後同年7月23日再度聯署，強烈促請政府設立獨立調查委員會，修補撕裂、尋求和解，認為是「唯一公認的最有效方法」；同年9月4日，林鄭月娥撤回該修訂建議，唯仍拒絕設立獨立調查委員會。2020年8月1日，她於南華早報撰文，質疑前學生動源4名介乎16至21歲的成員被捕是否真的對中國構成威脅。

## 教育
- 英國劍橋大學建築學、英文、考古及人類學文學士（1969-1972）
- 英國劍橋大學Girton College 文學碩士
- 史丹福商學研究院校友

## 公益
她對公益事業亦有熱忱。現為救世軍顧問委員會成員及香港保護兒童會執行委員會主席，並於2006年與另外兩作者合著《童途有心人（中英對照）》 (A History of the Hong Kong Society for the Protection of Children)。2014財年，她亦是英基學校協會董事會副主席。